# Acidente do Douglas DC-4 prefixo PP-LEQ em 1958
O acidente do Douglas DC-4 prefixo PP-LEQ em 1958 foi um acidente aéreo de causa desconhecidas ocorrido perto da Ilha Carapí em 11 de agosto de 1958.

## Aeronave
O avião envolvido no acidente era um Douglas DC-4, prefixo PP-LEQ, fabricado em 1945, com o número de série 10544.